# Рома (филм из 2018)
Рома (Roma) је драмски филм из 2018. године, који је написао, режирао, продуцирао и монтирао Алфонсо Куарон, који је такође био директор фотографије и ко-монтажер. Радња филма је смештена у 1970. и 1971. годину, а Рома прати живот кућне помоћнице домородачког порекла (миктечког) која ради за породицу из више средње класе у Мексико Ситију. Прича представља полуаутобиографски осврт на Куароново одрастање у насељу Колонија Рома у Мексико Ситију. Главне улоге у филму тумаче Јалица Апарисио и Марина де Тавира. Филм је снимљен као међународна копродукција Мексика и Сједињених Америчких Држава.
Рома је премијерно приказана 30. августа 2018. на 75. Међународном филмском фестивалу у Венецији, где је освојила Златног лава. Имала је ограничено приказивање у биоскопима у Сједињеним Државама од 21. новембра 2018, пре него што је 14. децембра 2018. почела са стримовањем на Нетфликс-у у САД и на другим територијама.
Рома је добила бројна признања, укључујући десет номинација на 91. додели Оскара, међу којима су најбољи филм, најбољи оригинални сценарио, најбоља глумица (Апарисио) и најбоља споредна глумица (де Тавира). Постао је први мексички филм који је освојио Оскара за најбољи међународни филм, и први филм који није на енглеском језику за који је иста особа у једној ноћи освојила Оскара за најбољу фотографију и најбољу режију. Такође је освојио две награде на 76. додели Златног глобуса, четири награде (укључујући најбољи филм) на 24. додели Награда по избору критичара, и четири награде (укључујући најбољи филм) на 72. додели награда Британске академије.

## Радња
Године 1970, Клеодегарија „Клео“ Гутијерез је миктечка кућна помоћница у домаћинству породице из више средње класе у насељу Колонија Рома у Мексико Ситију. Домаћинство чине мајка Софија, отац Антонио, њихово четворо школске деце Пепе, Софи, Тоњо и Пако, и Софијина мајка Тереза. Антонио, лекар, често одлази на пословне конференције, али Софијине узнемирене реакције на његова одсуства указују да он има ванбрачну везу.
У међувремену, Клео верује да би могла бити трудна. Она то говори свом дечку Фермину, који се претвара да је подржава, али је одмах напушта у биоскопу. Нервозно открива своје вести Софији, која јој пружа емоционалну утеху и води је у болницу, потврђујући њену трудноћу. Софија затим води Клео и децу на хацијенду породичног пријатеља на прославу Нове године. Недавне тензије око земљишта у тој области долазе до изражаја, а избија велики шумски пожар који посетиоци помажу да се угаси.
Вративши се у град, Клео види Антонија и младу жену како флертују на улици. Она тражи Фермина, путујући у сиромашни дистрикт на рубу града, где га налази како тренира у кампу војног стила који води Професор Зовек. Фермин пориче да је беба његова и прети да ће пребити Клео и њихово дете ако поново разговара с њим.
Клео се враћа у град, а све узнемиренија Софија неуспешно покушава да сакрије неверство свог мужа од деце. Када је термин за порођај близу, Тереза води Клео у куповину креветића у центру града. Изненада, студентски протест испред продавнице прераста у масакр на Корпус Кристи 10. јуна 1971. године, када паравојна група, Лос Халконес („Соколови”), напада демонстранте. Милитанти јуре једног студента у продавницу и убијају га. Фермин, појављујући се као један од Лос Халконеса, упери пиштољ у Клео и Терезу пре него што без речи изађе. Тада Клео пукне водењак. Насиље на улицама успорава саобраћај и њен покушај да стигне до болнице. Када стигне, Антонио се накратко појављује, уверава је, а затим се изговара да оде. Она плаче у агонији док се њена девојчица рађа мртворођена.
Касније, Софија води Клео и децу на породични излет на плаже у Тукспан. Софија говори деци да се она и њихов отац растају и да им излет даје времена да он покупи своје ствари из куће. На плажи, јака струја скоро удави Софи и Пака, али Клео улази у воду и спасава их, иако не зна да плива. Софија и деца потврђују своју љубав према Клео, сви се грле и плачу, док Клео признаје да није желела да јој се беба роди. Група се враћа кући и затиче кућу реорганизовану, а Клео припрема веш за прање.

## Глумачка подела
- Јалица Апарисио као Клеодегарија „Клео“ Гутијерез, једна од породичних слушкиња
- Марина де Тавира као Софија, мајка породице
- Фернандо Гредиага као Антонио, Софијин одсутни муж
- Хорхе Антонио Гереро као Фермин, Клеин љубавник
- Марко Граф као Пепе, најмлађе дете у породици.
- Данијела Демеса као Софи, друго дете у породици и једина ћерка.
- Дијего Кортина Одри као Тоњо, најстарије дете у породици.
- Карлос Пералта као Пако, треће дете у породици.
- Ненси Гарсија као Адела, Клеина пријатељица и једна од породичних слушкиња
- Вероника Гарсија као Тереза, Софијина мајка
- Хосе Мануел Гереро Мендоса као Рамон, Аделин љубавник
- Латински љубавник као Професор Зовек
- Зарела Лизбет Чинола Арељано као Велез
- Клементина Гуадарама као Бенита
- Николас Перез Тејлор Феликс као Бето
- Кјартан Халворсен као Ове Ларсен
- Џенифер Армор као Лесли Матос

## Продукција
Дана 8. септембра 2016, објављено је да ће Алфонсо Куарон написати и режирати пројекат који се фокусира на мексичку породицу која живи у Мексико Ситију 1970-их. Продукција је требало да почне на јесен 2016. преко његове продукцијске куће, Esperanto Filmoj, и Participant Media. Филм су продуцирали Куарон, Габријела Родригез и Николас Селис. Куарон је изјавио да је „само написао сценарио без освртања. Почео сам прву страницу, завршио је, и никада га више нисам прочитао у целини. Никада га нисам поделио ни са ким.”
Рома је снимана хронолошким редом, што је, како је Јалица Апарисио рекла, њој помогло. Највише се плашила сцене на плажи, јер она — као и њен лик — није знала да плива. Пре него што је добила улогу, Апарисио, која је недавно завршила постдипломске студије из предшколског образовања, није имала глумачко искуство нити формалну обуку за глуму. Шалила се да је једина „глума” коју је икада радила било лагање родитеља и наставника.
Снимање се одвијало на локацијама широм Мексико Ситија, јер је Куарон сматрао да би снимање у студијима било тешко за глумце почетнике. Биоскоп који је служио као понављајућа локација био је Teatro Metropólitan, где је Куаронов филм И ја теби кеву премијерно приказан 2001. године.

### Пљачка на сету
Дана 1. новембра 2016, екипа филма Рома била је мета пљачке. Према наводима студија, „две жене су претучене, пет чланова екипе је хоспитализовано, а током напада су украдени мобилни телефони, новчаници и накит”. Екипа је наводно стигла на сет да се припреми за снимање када им је пришла група градских радника и покушала да прекине снимање. Екипа је рекла да има дозволу за снимање, али су радници истрајали, па је избила туча између група.

## Дистрибуција
У априлу 2018. објављено је да је Нетфликс стекао права за дистрибуцију филма. Директор филмског сектора Нетфликса, Скот Стубер, стекао је права на основу 12 минута материјала који су му приказани.
Тизер-трејлер је објављен 25. јула 2018.
Филм је имао светску премијеру на 75. Међународном филмском фестивалу у Венецији 30. августа 2018, а дебитовао је у Северној Америци следећег дана на филмском фестивалу у Телуриду. Филм је такође приказан на Међународном филмском фестивалу у Торонту. Приказан је на Међународном филмском фестивалу у Сан Себастијану 27. септембра 2018, на Филмском фестивалу у Њујорку 5. октобра 2018, и на Филмском фестивалу у Њу Орлеансу као централни филм 22. октобра 2018. Објављен је у независним биоскопима у Мексику 21. новембра, иако су ланци Синеполис и Синемекс то одбили, јер су захтевали дужи период ексклузивности него што је Нетфликс понудио. Дигитално објављен 14. децембра, филм је погледало 3,2 милиона домаћинстава између јануара и фебруара 2019, са врхунцем од 418.000 гледалаца 23. фебруара, дан пре доделе Оскара.
Након што је Рома номинована за најбољи филм на 91. додели Оскара, AMC Theatres и Regal Cinemas су издали саопштења да Рома неће бити део годишњег програма за најбољи филм ни у једном од ова два ланца. AMC је навео да је разлог то што никада нису добили лиценцу од Нетфликса за приказивање филма Рома у својим биоскопима. Оба ланца биоскопа су одбила да приказују филмове са Нетфликса због своје политике која захтева минимум 90 дана између биоскопског приказивања и доступности за кућно гледање.
Подобност филма за Оскара била је предмет контроверзи, јер су многи, упркос ограниченом приказивању у биоскопима, веровали да је направљен за кућно гледање. У марту 2019, Стивен Спилберг је изразио неодобравање да филмови са стриминг сервиса буду у конкуренцији за Оскара, а време његових коментара навело је многе да верују да су они реакција на филм Рома, иако га није споменуо по имену.
Филм је добио највећу промотивну кампању у историји Нетфликса, са буџетом за рекламе између 25 и 50 милиона долара (Нетфликс је инсистирао на првој цифри, а ривали на другој). Једна од јединствених тактика укључивала је слање хиљада књига о филму Рома од скоро три килограма (вредних 175 долара) гласачима за награде, што је навело једног консултанта да каже да су „трошкови поштарине коштали више од буџета за оглашавање неких филмова”.

## Пријем

### Благајна
Нетфликс није јавно објавио податке о заради на благајнама за филм Рома, али су извори закључили да је филм зарадио између 90.000 и 120.000 долара у три биоскопа током првог викенда, од 23. до 25. новембра, и 200.000 долара током петодневног периода за Дан захвалности, укључујући распродате сале у Лос Анђелесу и Њујорку. Да су резултати званично објављени, његов просечан приход по биоскопу од око 66.600 долара био би међу најбољима икада за филм на страном језику. У другом викенду приказивања, филм је проширен на 17 биоскопа. IndieWire је проценио да је филм зарадио 110.000 долара у четири од њих, укључујући распродате сале у Сан Франциску, и да ће „лако бити најпрофитабилнији титловани филм” 2018. године. У трећем викенду, филм је зарадио још око 500.000 долара у 100 биоскопа, што је укупно 900.000 долара.
Иако је објављен на Нетфликсу 14. децембра, филм је проширен на 145 биоскопа и зарадио је око 362.000 долара, што је за четири недеље износило укупно 1,4 милиона долара. Следеће недеље је зарадио још 300.000 долара, а недељу дана касније 150.000 долара. До девете недеље приказивања, филм је зарадио око 2,8 милиона долара. У викенду након објаве 10 номинација за Оскара, Рома је зарадио још 175.000 долара у око 80 биоскопа, чиме је премашио 3 милиона долара, поставши први филм на страном језику који је то постигао на домаћем тржишту од филма Ида из 2013. године.

### Критички пријем
На агрегатору рецензија Rotten Tomatoes, Рома има оцену одобравања од 96% на основу 400 рецензија, са просечном оценом 9/10. Критички консензус веб-сајта гласи: „Рома приказује сценаристу-редитеља Алфонса Куарона у потпуној, задивљујућој контроли над својим визуелним занатом — и како прича најснажнију личну причу своје каријере.” На Метакритику, филм има пондерисану просечну оцену 96 од 100, на основу 50 критичара, што указује на „универзално признање”. То је 56. најбоље оцењени филм свих времена на сајту и филм са најбољим рецензијама у 2018. години.
У Гардијану, Питер Бредшо је написао: „Рома је узбудљива, заносна, дирљива — и потпуно невероватна, гомилање придева дивљења. Он се вратио у своје детињство да створи интензивно личну причу.” Манола Даргис из Њујорк тајмса назвала је филм „експанзивним, емотивним портретом живота погођеног насилним силама и ремек-делом” и похвалила Куаронову употребу „интимности и монументалности да изрази дубине обичног живота”.
Славој Жижек је тврдио да људи цене филм из погрешних разлога, тврдећи да цене Клеину милост, а да не виде како она мора да се ослободи моралних ограничења која су јој наметнута. Према студији 65 играних филмова са домородачком тематиком произведених у Латинској Америци у 21. веку, филм се може сматрати катализатором промена у начину представљања домородачких ликова у кинематографији. Рома приказује Клео, главни домородачки лик, са нивоом детаља који превазилази стереотипне приказе. Гонзалез Родригез тврди да је филм јединствен пример синтоничне домородачности, који оспорава традиционалне представе домородачког Другог као егзотичне фигуре (хистрионска домородачност).

### Признања
Рома је освојила Златног лава за најбољи филм на Међународном филмском фестивалу у Венецији. На Међународном филмском фестивалу у Торонту, проглашен је за другог пратиоца за Награду публике.
Филм је добио 10 номинација за 91. доделу Оскара, укључујући и најбољи филм — чиме се изједначио са филмом Миљеница као филм са највише номинација. То је уједно и први филм који је дистрибуиран првенствено путем стриминг сервиса који је номинован за најбољи филм. Био је изједначен са филмом Притајени тигар, скривени змај (2000) по броју Оскар номинација за филм који није на енглеском језику, све док филм Емилија Перез, на француском, није добио 13 номинација 2025. године. Освојио је три Оскара, укључујући најбољи међународни филм, поставши први мексички филм који је освојио ову част.
Рома је добила Специјалну награду Америчког филмског института за 2018. годину, јер није испуњавала услове за листу АФИ филмова године због свог неамеричког статуса. Часопис Тајм и Удружење филмских критичара Њујорка прогласили су га најбољим филмом 2018. године, а Национални одбор за рецензију филмова уврстио га је међу десет најбољих филмова те године.

## Кућни медији
Дана 15. новембра 2019. потврђено је да ће Рома добити DVD и Blu-ray издање од Критерион колекције, што је први пут да је један оригинални филм Нетфликса додат у библиотеку, и један од ретких случајева да је Нетфликс дозволио физичко издање једног од својих филмова. Нетфликс је ову најаву описао као „велику част”. Да би се поклопило са издањем Критерион колекције, у фебруару 2020, Нетфликс је објавио документарац о снимању филма под називом Пут до Роме (Road to Roma).